# Pubblica Assistenza Humanitas Firenze
La Pubblica Assistenza Humanitas Firenze è una associazione senza fini di lucro che opera a Firenze ed ha sede in via San Bartolo a Cintoia, 20 H2.
È iscritta all'Associazione Nazionale Pubbliche Assistenze e riconosciuta dal Dipartimento della Protezione Civile.

## Storia
L'Humanitas Firenze nacque nel 1972 come sezione distaccata dell'associazione di volontariato Pubblica Assistenza Humanitas Scandicci. Proprio quest'origine che vede protagonista dell'evento non una realtà del capoluogo bensì di un comune confinante, con precisi connotati politici e storici, ha forse dato all'associazione caratteristiche di vitalità favorevoli al suo immediato radicamento e sviluppo nel quartiere 4 di Firenze, l'Isolotto.
La prima sede dell'Associazione fu stabilita in Via Sernesi, ma già qualche anno dopo si trasferì in Viale Talenti, iniziando il suo percorso autonomo rispetto all'associazione di origine (lo statuto originario fu approvato alla fine del 1974).
A sostenerla nello sviluppo furono soprattutto le associazioni di base, i partiti ed i sindacati che operavano in questo lembo della periferia fiorentina. Sebbene fosse grande l'impegno profuso dai militanti del PCI dell'Isolotto, i primi tempi non furono affatto facili e nel 1976 si arrivò, per problemi di affitto della sede, a paventare l'arrivo dell'ufficiale giudiziario.
Fu a questo punto, sotto gli auspici dell'Assessore Massimo Papini (membro della prima Giunta comunale presieduta da Elio Gabbuggiani), del Presidente del Quartiere Ezio Barbieri e della Consigliera di Quartiere Paola Torricini che l'Humanitas divenne di fatto l'associazione di tutti i cittadini del quartiere, tramite una grande sottoscrizione popolare, grazie alla quale si raccolsero una grossa fetta dei soldi necessaria all'acquisto e sistemazione dell'immobile dove l'Associazione ancor oggi ha una delle sue sedi.
Importante contributo in quegli anni fu dato da Rodolfo Boschi, un giovanissimo volontario ucciso in Via Nazionale durante uno degli scontri fra manifestanti e polizia che punteggiarono gli anni settanta. Alla sua memoria è dedicato il poliambulatorio di Via Duccio da Buoninsegna.
Caratteristica dell'Associazione è sempre stata l'intensa attività per il soccorso sanitario (che trovò una grande possibilità di sviluppo per l'impegno del medico Claudio Mazzotta, allora Direttore sanitario e responsabile delle ambulanze Spamu), associata però all'impegno di intervento ed assistenza sociale.
Proprio in virtù delle prime convenzioni che le aziende saniterie locali (ex USL) stipulavano con le organizzazioni di volontariato fu possibile avere nel quartiere il centro di igiene mentale e la guardia medica ospitate nella sede dell'Associazione.
Nel 1981 nacque la Pubblica Assistenza Humanitas Firenze Nord, distaccamento autonomo attualmente ubicato in Via del Ponte alle Mosse 93r/95r.
Nel 2012 l'unione delle pubbliche assistenze Humanitas Scandicci, Humanitas Firenze, Croce Azzurra Pontassieve si sono unite per creare una rete di centri medici no profit: la Rete PAS. Successivamente alla Rete PAS si sono aggiunte anche: Humanitas Firenze Nord, Fratellanza Popolare San Donnino, Associazione Volontariato Grevigiano, Croce D'Oro Montespertoli. L'ambulatorio nella vecchia sede è diventato un Poliambulatorio Specialistico al servizio della popolazione.

## Scopi
- In campo sanitario:

soccorso, aiuto e assistenza, difesa attiva della salute, dell'integrità e della sicurezza sia fisica che sociale
- In campo della Protezione Civile e dell'ambiente:

soccorso, aiuto e assistenza in caso di catastrofi nel proprio territorio e in tutto il paese; difesa dell'ambiente e delle sue risorse, come elemento indispensabile della salvaguardia della comunità umana;
- In campo di Intervento Sociale:

protezione e aiuto ai cittadini e alle famiglie, assistenza e accoglienza socio-assistenziale anche nella forma della solidarietà internazionale; impegno per la costruzione di una società più giusta attraverso la tutela e la promozione dei diritti della persona e di cittadinanza e la lotta alla discriminazione e all'emarginazione;
- Nel campo della mutualità democratica:

sviluppo e valorizzazione della partecipazione umana, sociale e civile dei cittadini espressa nell'autogestione;
- Nel rapporto con le altre associazioni:

collaborazione non solo ideale ma anche operativa con tutte le realtà che, in campo locale, nazionale ed internazionale operano nell'associazionismo solidaristico e nella cooperazione sociale;
- Nel trascorrere del tempo:

tutto quanto faccia riferimento alla capacità umana di impegnarsi attivamente a favore degli altri.